# Сызранская улица (Санкт-Петербург)
Сы́зранская улица — улица в Московском районе Санкт-Петербурга. Являясь продолжением Люботинского проспекта, проходит от Рощинской до Благодатной улицы, а далее продолжается проспектом Юрия Гагарина.

## История
Название Сызранская улица известно не позднее 1912 года, дано по городу Сызрань Самарской области.

## Достопримечательности
- Завод «Электросила», филиал ОАО «Силовые Машины»
- СПб ГУП «Горэлектротранс» (дом 15)
- Троллейбусный парк № 1 (дом 13) (закрыт в 2011 году)
- Автоколонна ГУДП «Центр»
- Колледж автоматизации лесопромышленного производства (дом 14)